# Biltowce
Biltowce (biał. Більтаўцы, Biltaucy; ros. Бильтовцы, Biltowcy) – wieś na Białorusi, w obwodzie grodzieńskim, w rejonie lidzkim, w sielsowiecie Możejków, pomiędzy drogą magistralną M6 a linią kolejową Lida – Mosty.
Współcześnie w skład wsi wchodzą także dawny folwark Kurhan i zaścianek Kielmieje.
W pobliżu znajduje się przystanek kolejowy Kurhan, położony na linii Lida – Mosty.

## Historia
W XIX i w początkach XX w. położone były w Rosji, w guberni wileńskiej, w powiecie lidzkim, w gminie Tarnowszczyzna.
W dwudziestoleciu międzywojennym leżały w Polsce, w województwie nowogródzkim, w powiecie lidzkim, w gminie Tarnowo/Białohruda. Demografia w 1921 przedstawiała się następująco:
- wieś Biltowce – 144 mieszkańców, zamieszkałych w 22 budynkach, w tym 127 prawosławnych i 17 rzymskich katolików
- zaścianek Kielmieje – 7 mieszkańców, zamieszkałych w 1 budynku, w tym 6 rzymskich katolików i 1 prawosławny
- folwark Kurhan – 9 mieszkańców, zamieszkałych w 2 budynkach, w tym 7 rzymskich katolików i 2 prawosławnych

Mieszkańcami wszystkich trzech miejscowości byli wyłącznie Polacy.
Po II wojnie światowej w granicach Związku Sowieckiego. Od 1991 w niepodległej Białorusi.